# Station Nijojo-mae
Station Nijōjō-mae (二条城前駅, Nijōjō-mae-eki) is een metrostation in de wijk Nakagyō-ku in de Japanse stad  Kyoto. Het wordt aangedaan door de Tōzai-lijn. Het station heeft twee sporen, gelegen aan een enkel eilandperron.

## Treindienst

### Metro van Kyoto
Het station heeft het nummer T14.
| 1 | ■ Tōzai-lijn | richting Uzumasa Tenjingawa                   |
| 2 | ■ Tōzai-lijn | richting Karasuma Oike, Yamashina en Rokujizō |

## Geschiedenis
Het station werd in 1997 geopend.

## Overig openbaar vervoer
Bussen 09, 12, 50, 67 en 101.

## Stationsomgeving
Zoals de stationsnaam al aangeeft, bevindt het station zich nabij het Nijō-kasteel. 
- Stadsdeelkantoor van Nakagyō-ku
- Shinsenen-tempel
- Mōri-ziekenhuis
- Horikawa-dōri
- Oike-dōri
- Circle-K
- 7-Eleven
- Kyoto Kokusai Hotel
- Kyoto ANA Hotel

Rokujizō · Ishida · Daigo · Ono · Nagitsuji · Higashino · Yamashina · Misasagi · Keage · Higashiyama · Sanjō Keihan · Kyoto Shiyakusho-mae · Karasuma Oike · Nijōjō-mae · Nijō · Nishiōji Oike · Uzumasa Tenjingawa